# من یه پسر تور کردم
«من یه پسر تور کردم» چهارمین آلبوم کره ای از گرلز جنریشن است که در سال ۲۰۱۳ میلادی توسط اس.ام. انترتینمنت و کی‌تی میوزیک منتشر شد. از نظر موسیقایی، آلبوم «من یه پسر تور کردم» به عنوان ترکیبی از سبک‌هایی از جمله آراندبی، موج نو، و رقص الکترونیک است. این آلبوم آخرین آلبوم کره ای است که جسیکا در آن حضور دارد.
«من یه پسر تور کردم» به‌طور کلی از منتقدین موسیقی، که سبک‌های موسیقی التقاطی آن را تحسین کردند، نظرات مثبتی دریافت کرد. این آلبوم یک موفقیت تجاری در داخل کشور بود و در صدر فهرست آلبوم گائونکره جنوبی قرار گرفت و به دومین آلبوم پرفروش سال ۲۰۱۳ در این کشور تبدیل شد. این آلبوم علاوه بر این، در شمارهٔ هفت فهرست آلبوم‌های ژاپنی اوریکون، شماره سه در فهرست جی-میوزیک تایوان و شماره یک در آلبوم‌های جهانی بیلبورد قرار گرفت.
در دسامبر ۲۰۱۲، گرلز جنریشن تک آهنگ «ملکهٔ رقص» - که بازخوانی آهنگ رحمت از خوانندهٔ بریتانیایی دافی بود، را منتشر کرد. این ترانه به عنوان آهنگ سرگروه آلبوم معرفی شد. در روز سال نو ۲۰۱۳، این گروه آلبوم «من یه پسر تور کردم» را منتشر کرد. در همان روز، گروه برنامهٔ تلویزیونی مخصوصی به نام «رؤیای عاشقانهٔ گرلز جنریشن» را در شبکهٔ ام‌بی‌سی برگزار کرد. تک آهنگ اصلی این آلبوم در رتبهٔ اول صد آهنگ کره‌ای مجلهٔ بیلبورد و جدول گائون قرار گرفت. این ترانه یازدهمین تک‌آهنگ پرفروش دیجیتال در سال ۲۰۱۳ کره جنوبی با فروش کل ۱٬۳۴۷٬۶۴۲ واحد بود. نماهنگ «من یه پسر تور کردم» جایزه ویدیوی سال را در افتتاحیه جایزه موسیقی یوتیوب در سال ۲۰۱۳ به دست آورد. این موضوع باعث جلب توجهٔ رسانه‌های غربی شد، زیرا در آن زمان گرلز جنریشن در مقایسه با سایر نامزدها کمتر شناخته شده بود.

## نظر اعضاء
سویانگ در مصاحبه با مجلهٔ هارپرز بازار در مورد آلبوم جدیدشان گفت:
«آلبوم بعدی واقعاً چیز جدیدی خواهد بود. زیرا ما به فکر آزمایش محدودیت‌ها در سبک و رنگ موسیقی بودیم. وقتی برای اولین بار آهنگ را شنیدیم و رقص را دیدیم، شک داشتیم که آیا می‌توانیم این کار را انجام دهیم یا خیر. این رقصی است که قبلاً هرگز نرقصیده‌ایم، بنابراین می‌توانست کاری ترسناک باشد. این همچنین می‌توانست تلاش در راه جدیدی برای کمپانی باشد اما قلب من یشتر از اینها برای این کار می‌تپید.»
عضو دیگر، سئوهیون نیز نظر خود را چنین ابراز کرد:
«این آلبوم واقعاً با آلبوم‌های معمول ما متفاوت است. مثل این است که محدودیت‌های یک شخص را به چالش بکشید. من منتظر هستم بدانم که طرفداران چه فکر کنند، و از آنجا که این آلبوم هنوز راز بین ما [اعضای گرلز جنریشن] است، هیجان‌زده هستم.»
| بررسی انتقادی | بررسی انتقادی |
| منبع          | رتبه‌بندی      |
| ------------- | ------------- |
| آل‌میوزیک      | 3.5/5 ستاره   |
| بیلبورد       | 70/100        |
| IZM           | 2.5/5 ستاره   |

## لیست آهنگ
| من یه پسر تور کردم – نسخهٔ استاندارد | من یه پسر تور کردم – نسخهٔ استاندارد             | من یه پسر تور کردم – نسخهٔ استاندارد   | من یه پسر تور کردم – نسخهٔ استاندارد                            | من یه پسر تور کردم – نسخهٔ استاندارد |
| شماره                               | نام                                             | سراینده                               | آهنگساز                                                        | مدت                                 |
| ----------------------------------- | ----------------------------------------------- | ------------------------------------- | -------------------------------------------------------------- | ----------------------------------- |
| ۱.                                  | «من یه پسر تور کردم»                            | یو یانگ‌جین                            | ویل سیمز، آن جودیت ویک، سارا لوندبک بل، یو یانگ-جین            | ۴:۳۱                                |
| ۲.                                  | «ملکهٔ رقص»                                      | یون هیو سانگ، جسیکا جونگ، تیفانی یانگ | استفان اندرو بوکر، آیمی آن دافی، کنزی                          | ۳:۳۵                                |
| ۳.                                  | «شاید عزیزم»                                    | سویانگ، یوری، سئوهیون                 | میش هانسن، جوناس جبرگ، روت-آن کانینگهام، ویکتوریا لوت          | ۳:۴۳                                |
| ۴.                                  | «حرف، حرف» (말해봐)                             | کیم تائه سونگ                         | میسون چارلی، اسکار مایکل جی. ررس، دنی سائیدئو                  | ۲:۴۶                                |
| ۵.                                  | «قول»                                           | مویول                                 | جوزف بلمااتی                                                   | ۳:۱۵                                |
| ۶.                                  | «اکسپرس 999»                                    | کیم جونگ بائه                         | کنزی                                                           | ۳:۲۷                                |
| ۷.                                  | «غرق عشق (유리아이)» (هم آوازی ته‌یئون و تیفانی) | پارک چانگ هیون                        | پارک چانگ هیون                                                 | ۴:۰۰                                |
| ۸.                                  | «منو ببین»                                      | جون گاندی                             | یوهان گوستافسون، فردریک هوگستام، سباستین لوندبرگ، لوئیز شورورل | ۳:۰۱                                |
| ۹.                                  | «XYZ»                                           | یوری، سئوهیون                         | جاناتان ییپ، جرمی ال ریوز، ری رومولوس، ویکتوریا هورن           | ۳:۱۵                                |
| ۱۰.                                 | «جادهٔ عاشقونه» (낭만길)                         | لی شین سونگ، لی چان می، سومی          | متیو هیت، هیلی کولی، DK، جردن کایل، هایوک شین، جی یون یو       | ۴:۰۰                                |
| مجموع مدت:                          | مجموع مدت:                                      | مجموع مدت:                            | مجموع مدت:                                                     | ۳۵:۳۴                               |

| نسخهٔ تایوانی – ترانهٔ اضافی دی‌وی‌دی | نسخهٔ تایوانی – ترانهٔ اضافی دی‌وی‌دی        | نسخهٔ تایوانی – ترانهٔ اضافی دی‌وی‌دی |
| شماره                             | نام                                      | مدت                               |
| --------------------------------- | ---------------------------------------- | --------------------------------- |
| ۱.                                | «من یه پسر تور کردم» (نماهنگ)            | nil                               |
| ۲.                                | «ملکهٔ رقص» (نماهنگ)                      | nil                               |
| ۳.                                | «من یه پسر تور کردم» (فیلم ساختن نماهنگ) | nil                               |